# تايرا نو مونيموري
تايرا نو مونيموري (باليابانية: 平 宗盛، بالروماجي: Taira no Munemori)، (وفاة 1185)، محارب ساموراي ياباني والوريث الرسمي لتايرا نو كيوموري في زعامة قبيلة تايرا، قاد قوات تايرا في حرب غينبيه ضد قبيلة ميناموتو.

## حرب غينبيه
بينما كان والده كيوموري على فراش الموت، صَرح عن أمنياته الأخيرة منها أن تكون جميع شؤون قبيلة تايرا في يد مونيموري وذلك بسبب موت ابن كيوموري الأكبر والمرشح لخلافته شيغيموري [الإنجليزية] قبله، لهذا مونيموري هو الابن الثاني في تسلسل الوراثة.
في عام 1183، بعد تحول كفة الحرب لصالح قبيلة ميناموتو على إثر معركة كوريكارا، قوات ميناموتو نو يوشيناكا وميناموتو نو يوكييه تحاصر العاصمة الإمبراطورية كيوتو وتقتحمها، تمكن غو-شيراكاوا [الإنجليزية] من الإفلات من قبضة تايرا ليلتحق بقوات ميناموتو، ثم أمر بمطاردة والقضاء على جيش مونيموري المنسحب برفقة الإمبراطور الطفل أنتوكو [الإنجليزية]، في سبتمبر من نفس العام أنشأت تايرا مجلس حكم مؤقت في كيوشو ثم لاحقاً نقل إلى جزيرة ياشيما.
شارك مونيموري في كافة معارك حرب غينبيه تقريباً، وتم أسره في معركة دان نو أورا 1185 ثم أعدم بعد فترة قصيرة مع أبنائه الذكور جميعاً.